# Rock Art and the X-Ray Style
Albums de Joe Strummer and The Mescaleros
Global a Go-Go
(2001)
Rock Art and the X-Ray Style (Mercury 546 654-2) est le premier album de Joe Strummer and The Mescaleros.
L'album est réalisé par le groupe avec sa première formation :
- Joe Strummer et Antony Genn à la guitare et au chant,
- Martin Slattery au clavier et à la guitare,
- Smiley à la batterie,
- Pablo Cook aux autres instruments de percussion,
- et Scott Shields à la basse.

Richard Flack fut aussi l'ingénieur du son sur cet album.
Le disque marqua le come-back de Joe Strummer sur scène après une longue absence, son dernier enregistrement studio Earthquake Weather datant de 1989.
L'album commence avec le brillant Tony Adams, une chanson qui ne sonne pas de la même façon que les précédents création de Joe Strummer avec les Clash. Les riffs de saxophone sont juxtaposés à une guitare aux sonorités reggae, tandis que Strummer récite des paroles décrivant une catastrophe qui frappa New York.
Ceux qui s'attendent à retrouver le son de The Clash seront cependant extrêmement déçus. Le reste du disque est une expérience musicale, avec des chansons qui traduisent l'éclectisme de Joe Strummer. Sandpaper Blues contient des djembes et des chants africains, Techno D-Day surfe du côté des instruments électroniques, alors que Road to Rock and Roll, une autre chanson écrite par Joe Strummer pour Johnny Cash mélange guitare acoustique avec platine et batterie électronique.
La chanson essentielle de l'album est Yalla Yalla, que Joe Strummer lui-même décrit comme « une ancienne chanson folk britannique...écrite dans l'année 1999. ». La chanson est riche en termes d'instruments, parmi lesquels clavier, synthés, basse, batterie et une guitare avec sustain infini (probablement obtenu à l'aide d'un e-bow). Bien qu'il n'atteint le niveau d'expérimentations que l'on pourrait trouver sur le disque Global a Go-Go de 2001, Rock Art and the X-Ray Style est intrinsèquement un album fort.

## Chansons de l'album
1. Tony Adams
2. Sandpaper Blues
3. X-Ray Style
4. Techno D-Day
5. Road to Rock 'N' Roll
6. Nitcomb
7. Diggin' the New
8. Forbidden City
9. Yalla Yalla
10. Willesden to Cricklewood